# William H. Bridge
William H. „Bill“ Bridge (* um 1928) ist ein US-amerikanischer Informatiker und Pionier in Computernetzwerken (GE Datanet 30).
Bridge erhielt 1950 den Bachelor-Abschluss in Elektrotechnik von der Catholic University of America in Washington, D.C. und schloss sich im selben Jahr dem Team des SEAC Computers am National Bureau of Standards in Washington an, das unter Leitung von Samuel N. Alexander stand und damals eines der fortschrittlichsten Computerprojekte war. 1954 ging er zu ACF Electronics und 1955 zu Aitronics Inc., wo er Ferritkernspeicher mit Transistor-Schaltkreis-Steuerung entwickelte. 1957 ging er zu General Electric in deren Computerabteilung nach Phoenix (Arizona). Dort entwickelte er das erste Computersystem zur Verifizierung von Schecks im Auftrag der Bank of America und den NCR 304 Computer für die National Cash Register Company. Um weitere Kundenwünsche mit diesen Computern und ihrer GE 225-Linie von Computern zu erfüllen, entwickelte er dann das bahnbrechende Computernetzwerk GE DATANET 30, meist mit einem Zentralcomputer als Server, auf den bis zu 15 periphere Stationen zugreifen konnten. Der erste Großkunde war die Chrysler Corporation (für ihre Fernschreiber-Netzwerke), und nachdem sich dies 1962 als erfolgreich erwies, folgten weitere Bestellungen, unter anderem vom Dartmouth College, wo 1964 ein Computernetzwerk insbesondere für Studenten entstand, für das John G. Kemeny und Thomas E. Kurtz die BASIC Computersprache entwickelten, mit denen die Studenten von Terminals aus Programme laufen lassen konnten (der Zentralcomputer war eine GE 235). Das dort entwickelte Time-Sharing-Verfahren wurde auch von General Electric übernommen und war als GE 265-System sehr erfolgreich - hunderte von Systemen wurden verkauft. Insgesamt wurden zwischen 500 und 1000 DATANET 30-Systeme verkauft.
Bridge verließ 1964 GE und ging nach Kalifornien ins Silicon Valley, wo er bei der neu gegründeten Data Pathing Inc. Computernetzwerke für Fabriken entwickelte. Sie verwendeten schon einige der ersten ICs. Außerdem entwickelte er ein Time-Sharing-System für das California Highway Engineering Department, Netzwerkprozessoren und Terminals für Memorex und einen schnellen Halbleiterspeicher für Intel für IBM-Computer. Außerdem befasste er sich mit optischen Massenspeichern und war Berater für Computerfirmen. 1992 ging er in den Ruhestand.
2001 erhielt er den Computer Pioneer Award der IEEE Computer Society. 